# Agriculture en Camargue

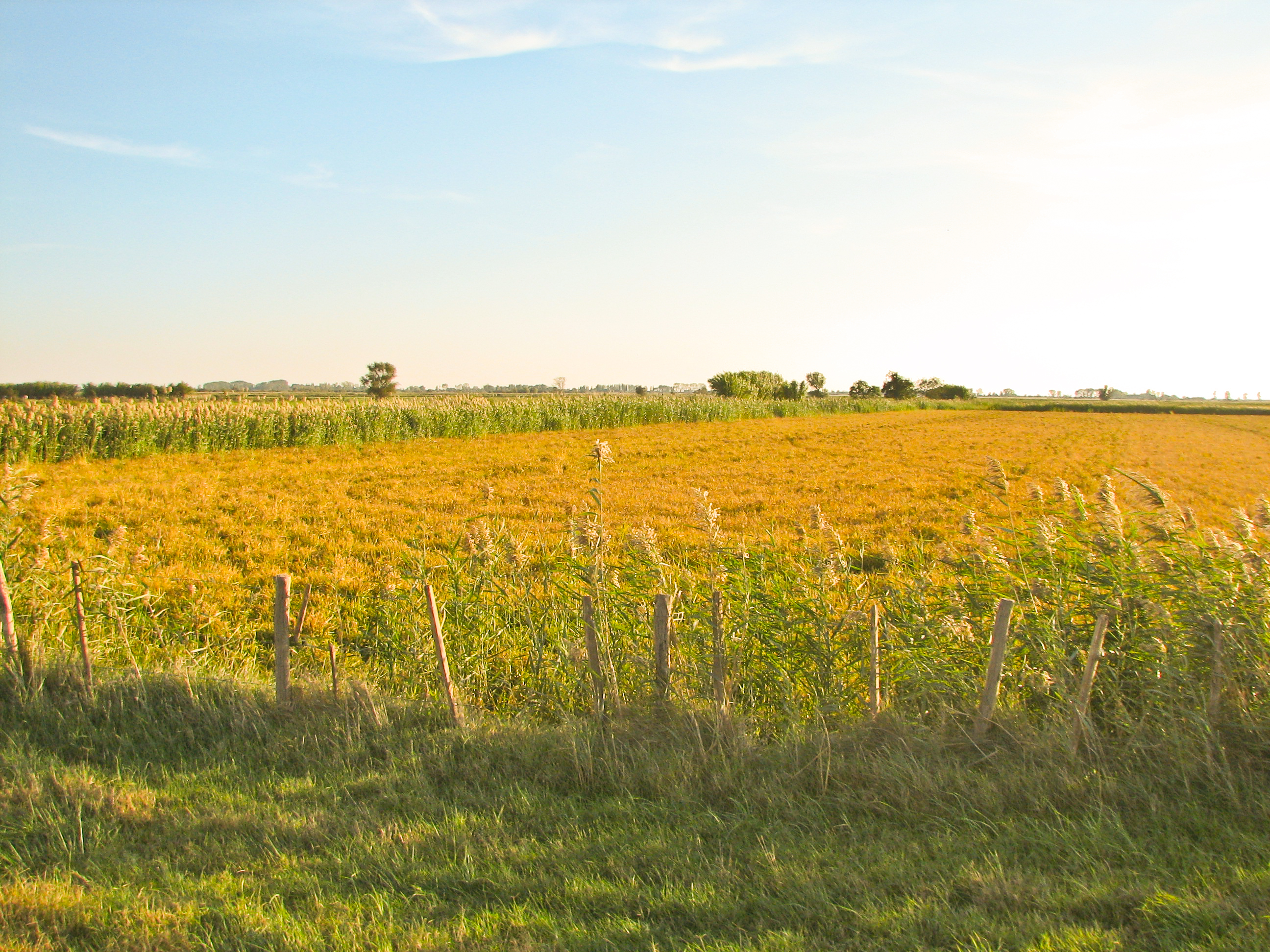
Céréales en Camargue

L’agriculture en Camargue est depuis des siècles l'élément primordial de l'aménagement du delta du Rhône. Elle est parvenue à se développer en dépit de l'omniprésence de l'eau salée. D'abord cantonnée sur les rives du Rhône, terres alluviales de plus faible salinité, elle a gagné des terres sur le centre du delta grâce à l’endiguement du Rhône, à la fin du XIXe siècle, qui a permis l’apport d’eau douce, puis au plan Marshall, qui a financé d’importantes infrastructures hydrauliques. Son influence est déterminante sur l'environnement et elle reste l'un des atouts majeurs de son évolution.

## Conditions géographiques

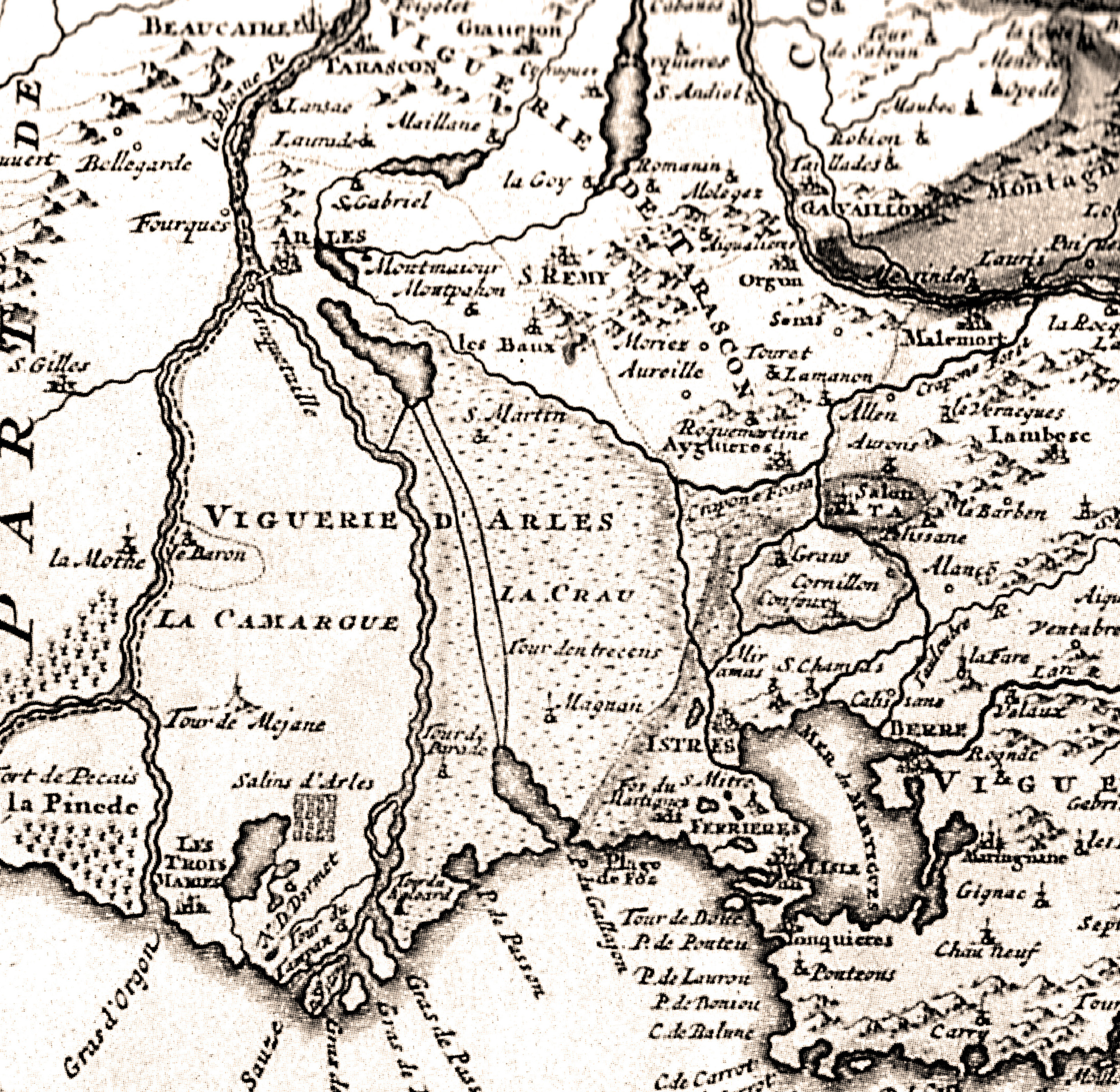
Carte de la Camargue en 1711

Si en Camargue, les aménagements se firent essentiellement dès l’Antiquité à l'embouchure du Rhône, ce n'est qu'au cours du XVIIIe siècle, que les variations du delta ont été cartographiées. Les cartographes, ont noté : « Les tours construites par les Arlésiens pour surveiller les rivages servent de témoin à la progression du delta du Rhône. Le Baron signale l'accroissement du rivage depuis 1350, la tour de Méjannes, depuis 1508. Une autre ligne d'ancien rivage passe par les tours de Saint-Genest et celle de Baloard ».
Dans cette série de tours-sémaphores se distinguent la tour Saint-Louis, bâtie en 1737, en bordure du Grand Rhône, près de l'écluse du canal, celle de Saint-Genest édifiée en 1656 et celle de Tampa, construite en 1614. Sur le rive droite, se trouvaient les tours de Mondovi, de Vassale et du Grau, sur la gauche, celles de Mauleget, de Saint-Arcier, de Parade et de Belvare .

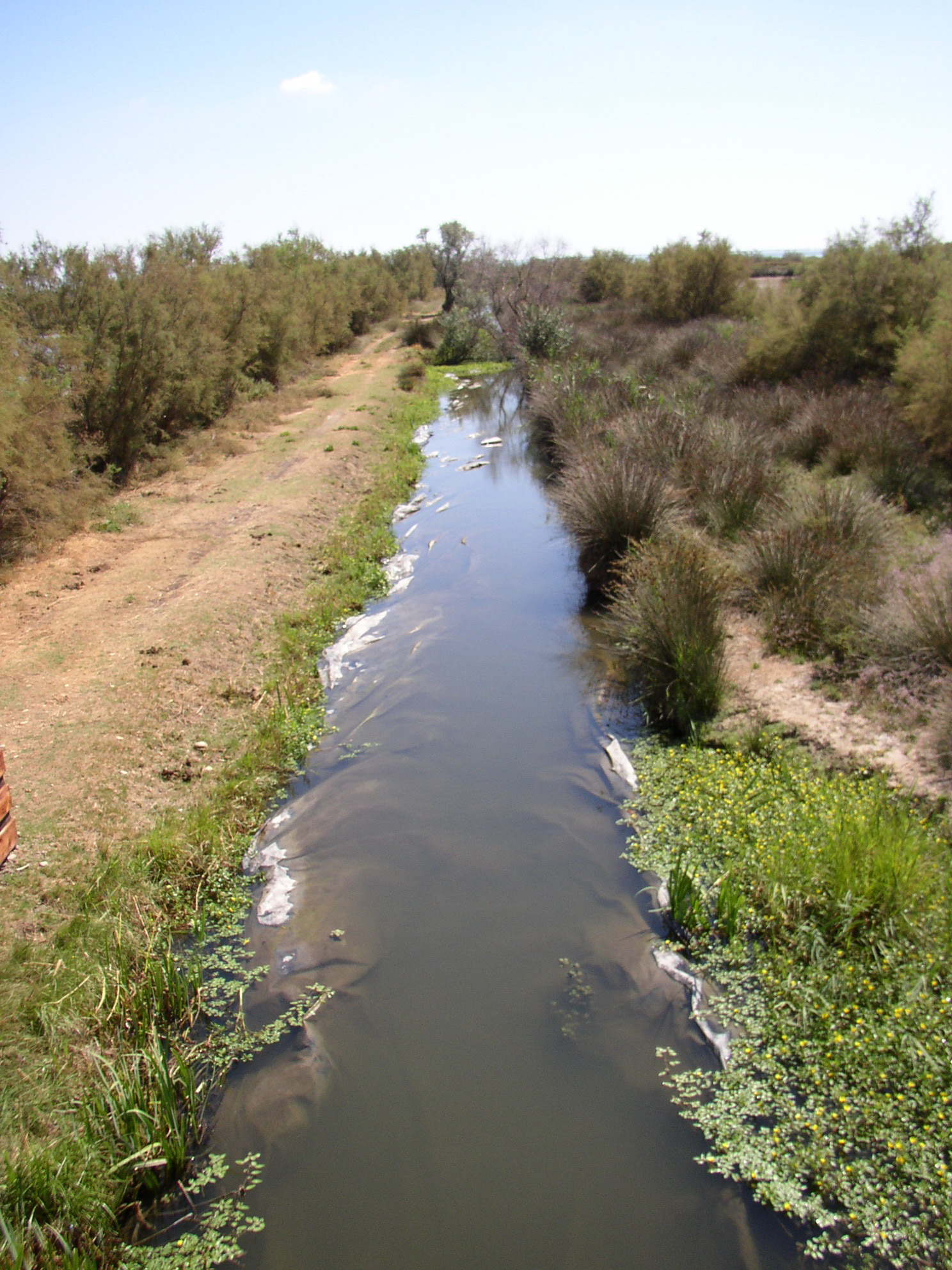
Chaussée longeant un canal de drainage

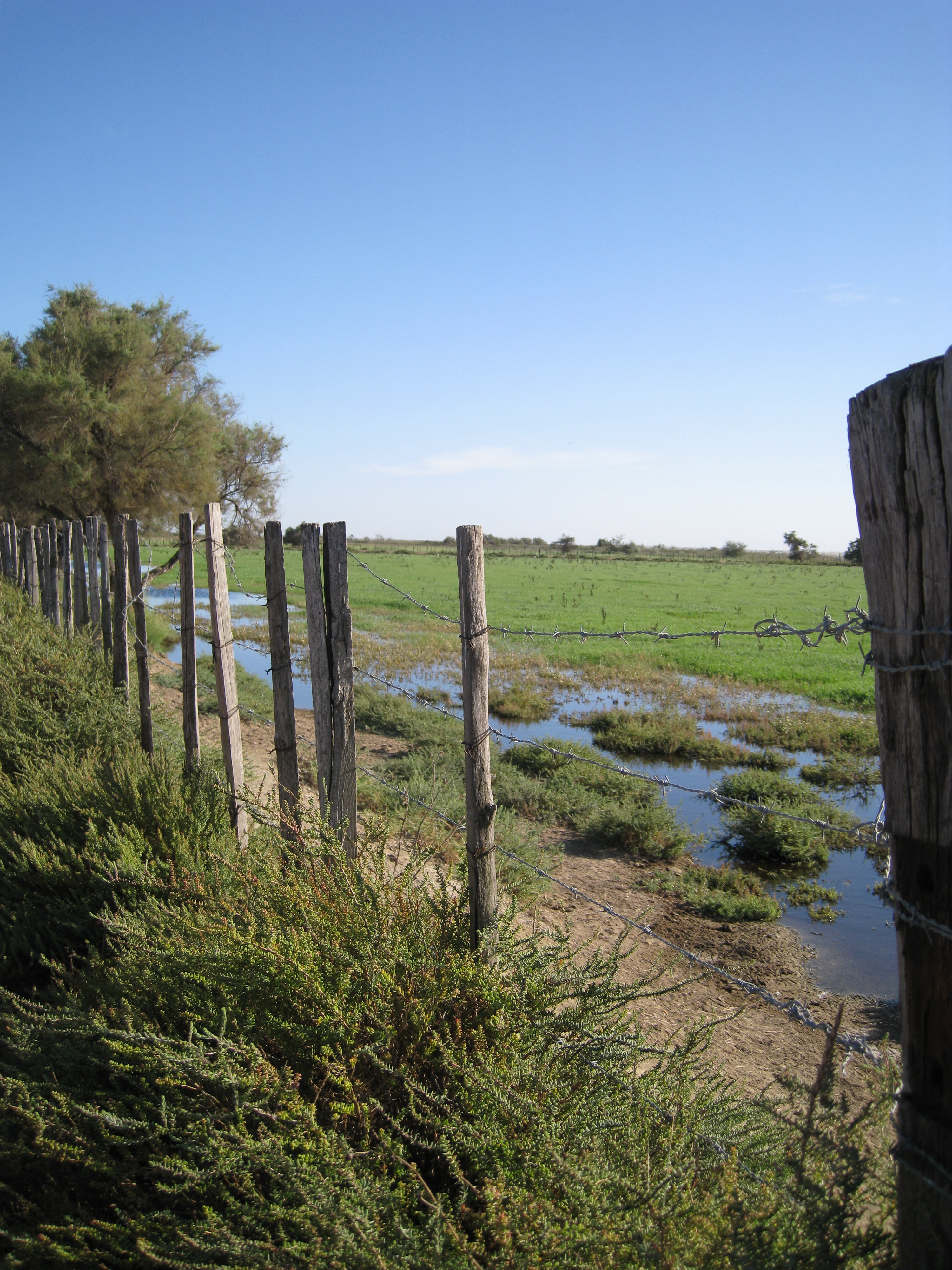
Zone de ségonaux

Cette conquête de la terre a laissé des traces toujours visibles à partir du Petit-Rhône et du Grand-Rhône. En s'écartant du fleuve, se repèrent successivement ségonaux et chaussées. Les ségonaux, se situent entre la chaussée située sur une zone surélevée et protectrice et le fleuve. Cette zone de dépôt d'alluvions, est noyée à la moindre montée des eaux. Le plus souvent elle est le témoin d’une reconquête de l'inondation et de la destruction d’une chaussée antérieures. 
Les chaussées, premier élément de protection contre les eaux du fleuve, ont été un moyen de jonction entre le rivage marin et le pays d’Arles. Elles ont servi de chemin de halage pour les barques remontant vers la foire de Beaucaire, le transit du sel du Roi du marais de Peccais, de pacage et refuge pour les ovins lors des inondations.
Les anciennes lignes d'alluvions des lits fluviaux du Rhône  sont devenues des terres labourables où poussent les céréales. Situées à 3 ou 4 mètres d'altitude, elles ont permis la construction de mas. En dessous, à 1 mètre d’altitude, se trouvent les herbages et les marais aux frontières indécises. Les herbages sont périodiquement inondés puis évacuée par les eaux, les marais sont constamment recouverts d’eaux douces ou saumâtres. Ils occupent les plus vastes superficies du secteur central de la Camargue en direction de l’étang du Vaccarès ou vers Aigues-Mortes. De formation géologique récente, c’est le secteur agricole le plus déshérité du delta du Rhône. 

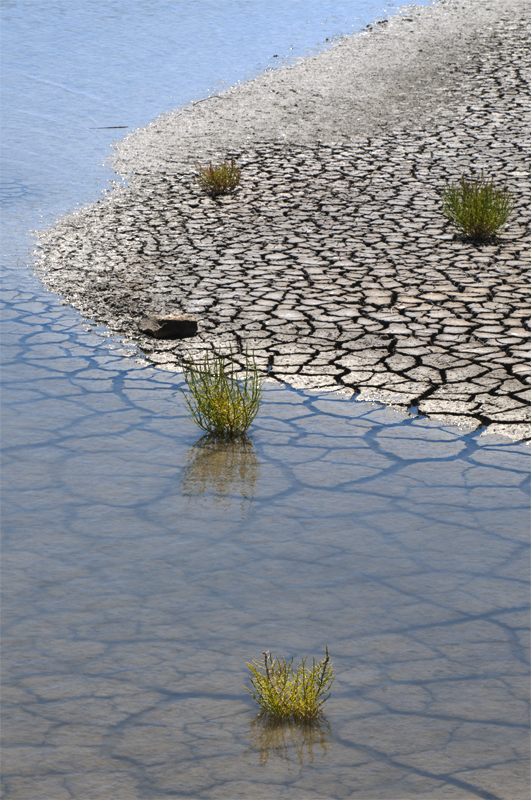
Rive aride de l'étang du Fangassier
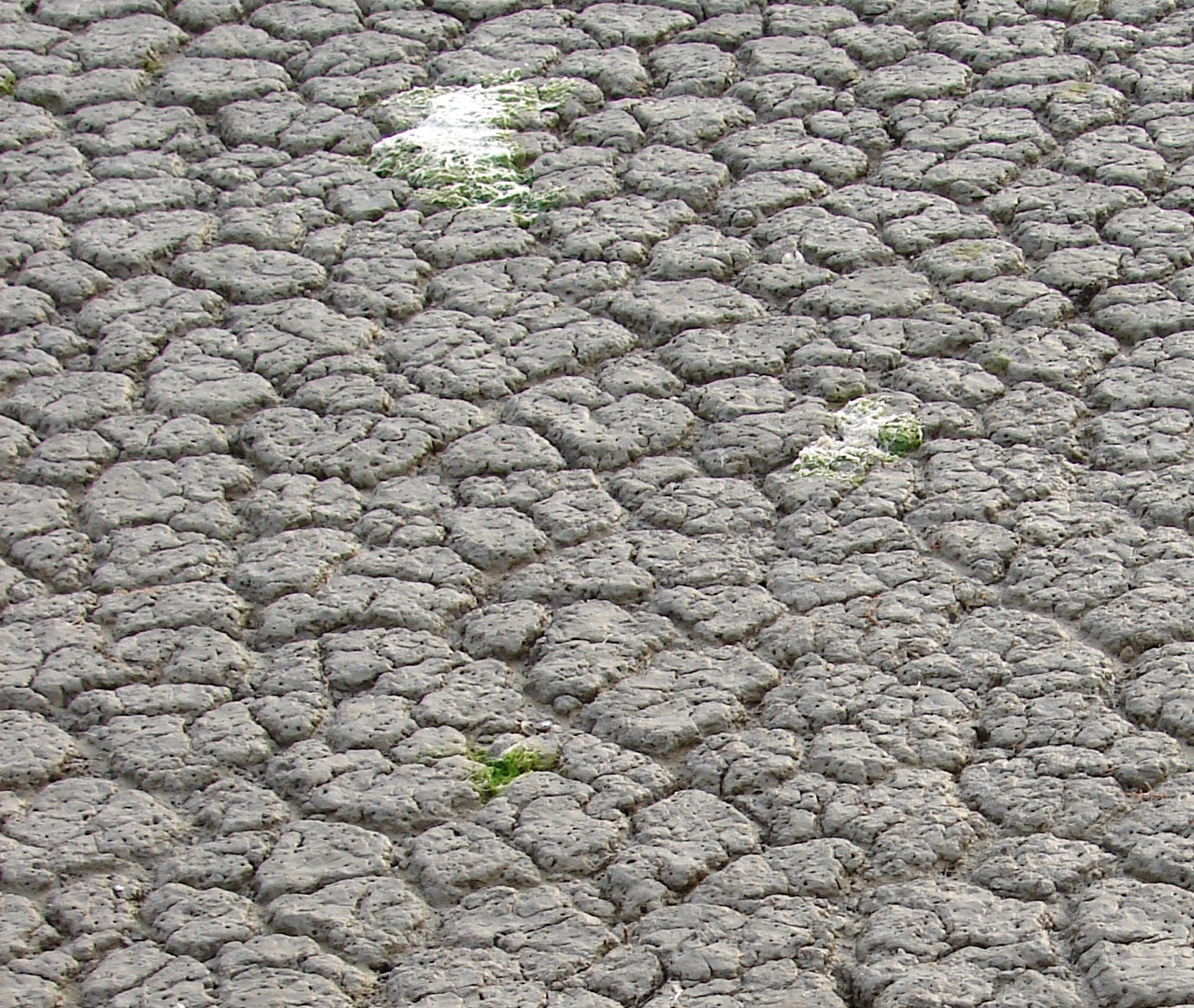
Sol inculte recouvert de boue
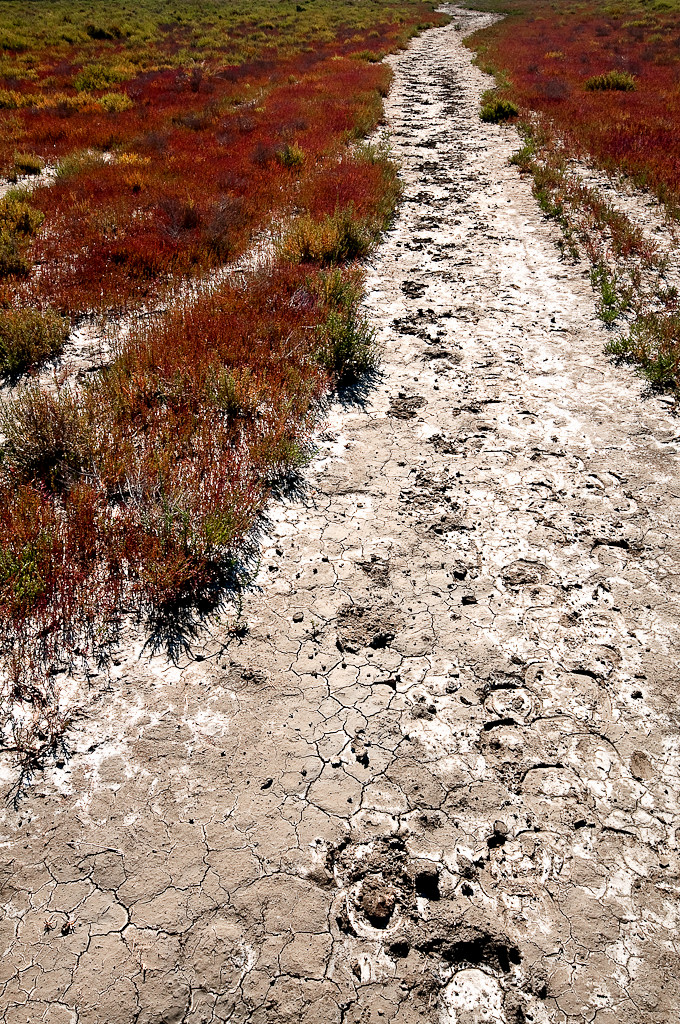
Engane sur terre saline

À chaque grande inondation, son rôle agraire est modifié. Les terres labourables redeviennent des herbages et ceux-ci se reconvertissent en marais. Le charriage du fleuve dépose des nappes de graviers et de sables qui stérilisent les sols. Et la végétation saline, l'engane, progresse aux dépens par remontée en surface des sels marins. Toutes ces perturbations affectent durablement l'économie agraire.

## Conditions historiques
Jusqu’à la Révolution, les baux d'affermage de ne perdre aucune parcelle de terre cultivable, d’utiliser pour amender les sols les boues retirées lors des curages des fossés de drainage, de lutter contre la remontée du sel en recouvrant les terres cultivables d’une couche de végétaux, de respecter l'assolement biennal avec jachère morte. Pour ce faire, il est imposé de « mener les terres en guéret temporieux ou en deux gauzes, comme elles se trouvent à présent, sans restoubler ». 
Les gauzes désignent les soles à culture périodique, restoubler signifie emblaver de nouveau une terre qui vient de produire une récolte, d'où appauvrissement d'un sol privé de suffisante fumure. Le chaume des restoubles était travaillé, tout au long de l'année, par des labours pour recevoir les prochaines semailles. 
Le fermier camarguais jouissait de libertés (ou profits) dans son exploitation. Ces droits étaient au nombre de quatre : la margalière, les pasquiers, les luzernières et la pâture. 
La margalière consistait à tirer profit du margal, herbe de printemps, pour ses ovins. Elle n’était disponible dans les restoubles que de mars à avril et aux premiers labours. Les pasquiers correspondaient à la fraction de terres labourables converties en prairies annuelles. On y semait avoine, orge et vesce noire (ou barjalade). Le surplus fauché trouvait preneur auprès de charretiers qui voituraient le sel de Peccais. 

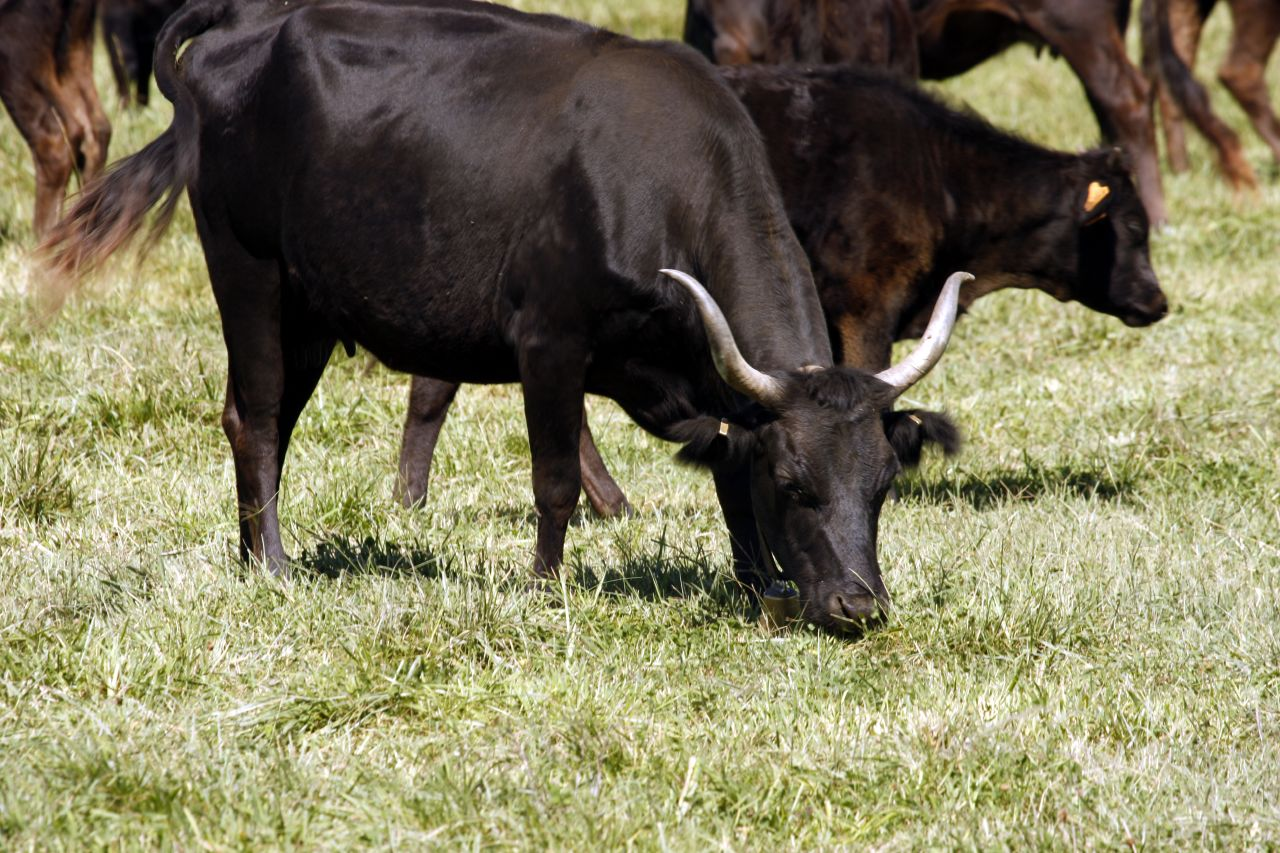
Taureaux camarguais au pâturage

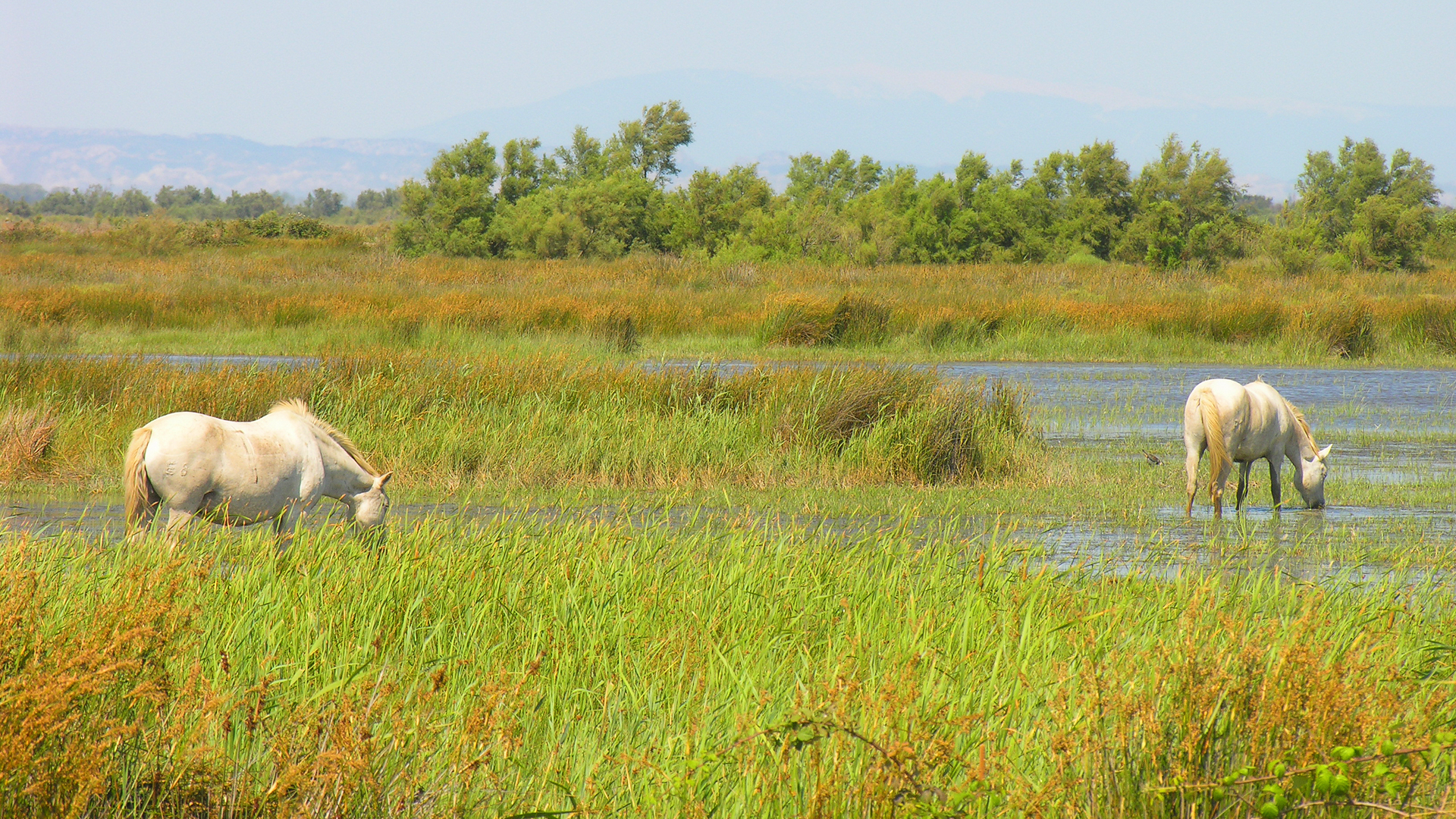
Camarguais en pâturage humide

Les luzernières (sainfoin et luzerne), si elles étaient limitées par contrat, servait à l’engraissement du troupeau qui par ses déjections fumait les terres labourables. La pâture équine et bovine permettait aussi le fumage en utilisant la méthode des parcs périodiquement déplacés. Le nombre élevé de chevaux se justifiait par les labours et le dépiquage des grains après moisson), pouvaient s’y substituer mulets et bœufs. La zone des marais constituait le séjour habituel « des bœufs noirs, seule variété résistant aux fièvres, et qui ne sauraient vivre ailleurs qu'en ces immenses espaces ».
Cette économie, dans les siècles passés, était dominée dans la crainte de la disette, par le besoin de produire des céréales. La Camargue tint une place de choix dans l'ensemble de la production frumentaire en Provence et Languedoc grâce à la touselle blanche, un blé à épi blanc, dont le rendement de 6 pour 1 était alors considérable. Une production céréalière de qualité caractérise toujours l'économie du delta.

## Agriculture actuelle

### Riziculture

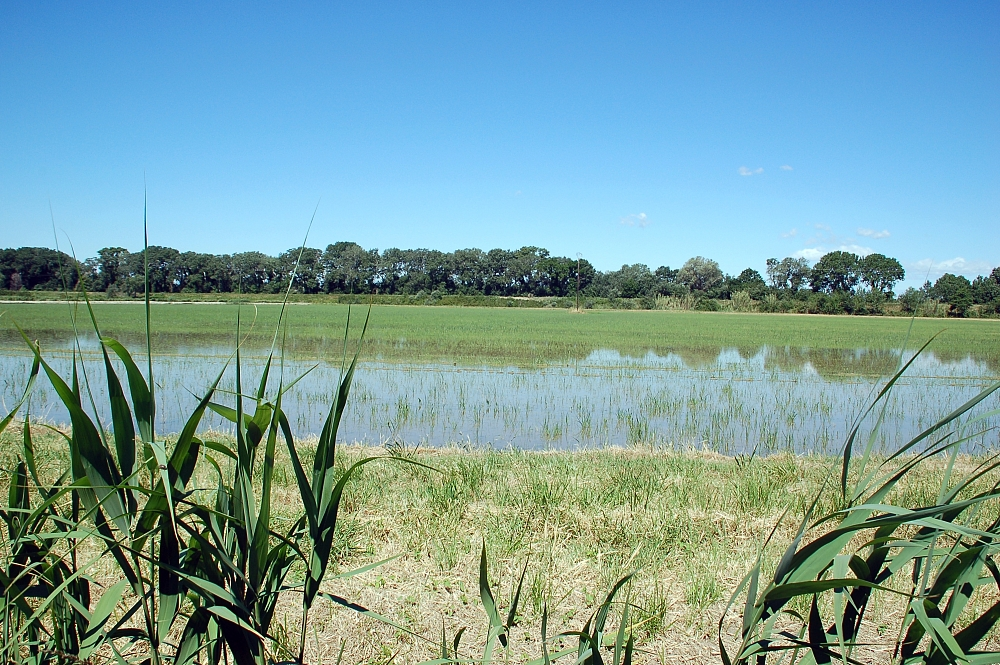
Rizière à Aigues-Mortes à la fin mai

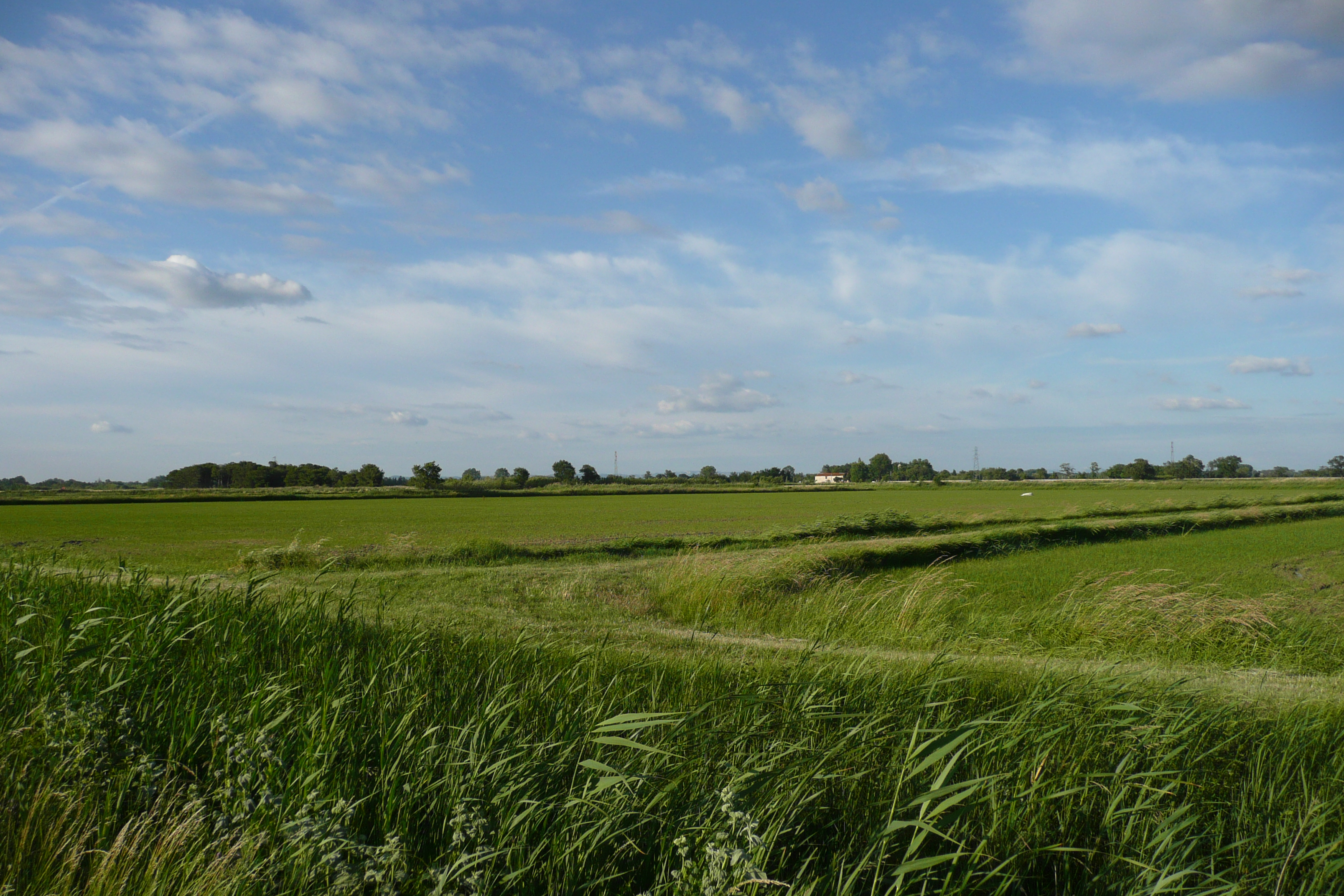
Rizière près de l'étang de Vaccarès au début juin

La culture du riz en Camargue, connue dès le XIIIe siècle a été développée par Henri IV. Après plusieurs tentatives au début du XXe siècle, la culture du riz a redémarré en 1942. Aujourd’hui, le produit emblématique en est le riz rouge de Camargue, résultant d’une mutation naturelle. Du XIIIe au XVIe siècle la riziculture ne cesse d’augmenter en Provence et surtout en Camargue. C’est à Henri IV que l’on doit la culture de riz en Camargue dès la fin du XVIe siècle, où il ordonna sa production, ainsi que celle de la canne à sucre et de la garance.
Dans les années 1840, les rizières vont être très utiles pour absorber l’eau des grandes crues du Rhône qui est à proximité. Grâce à cela, les terres vont être utilisées pour la culture des vignes. Au début du XXe siècle, la riziculture couvrait en Camargue 800 hectares. 

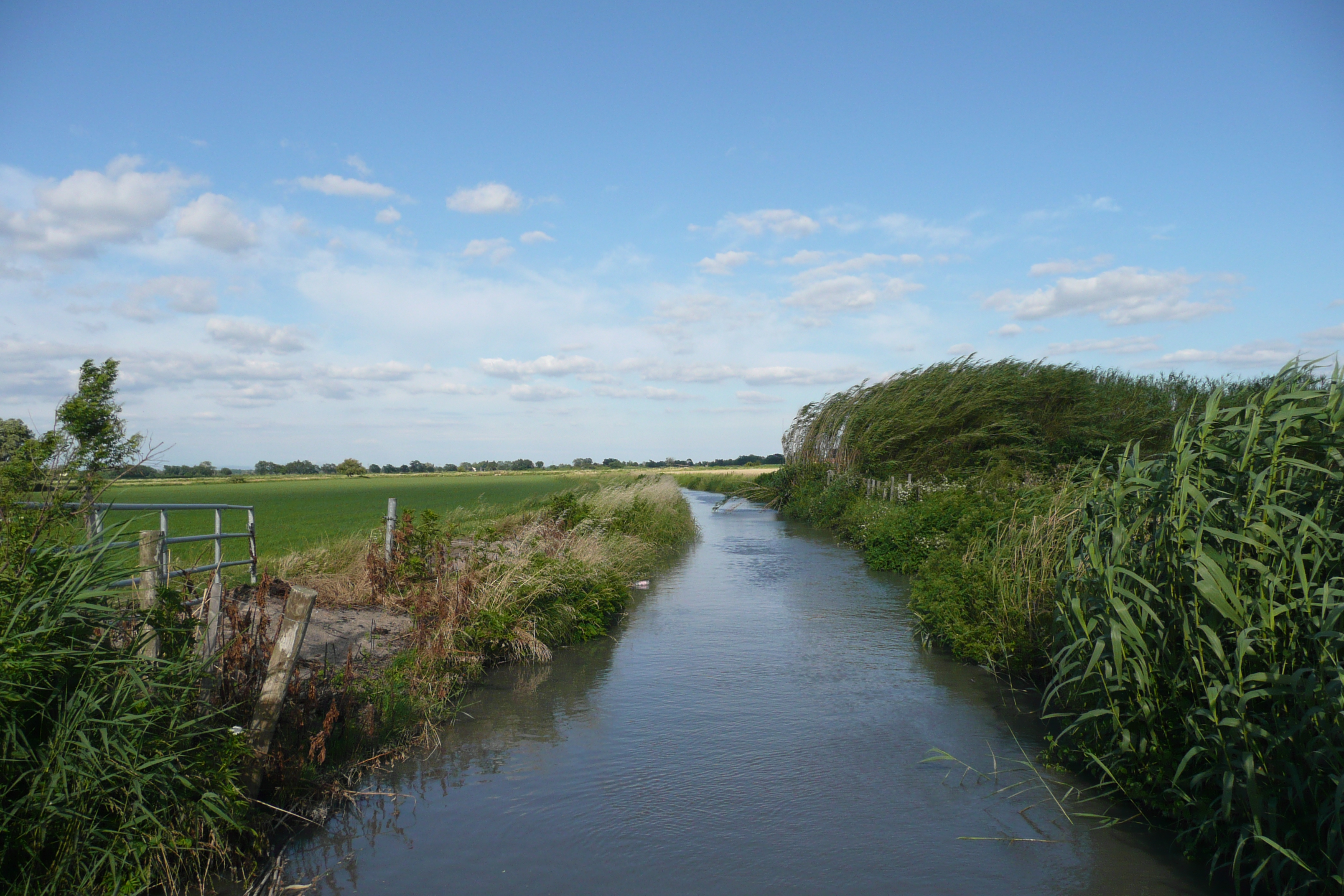
Canal servant à alimenter les porteaux des rizières

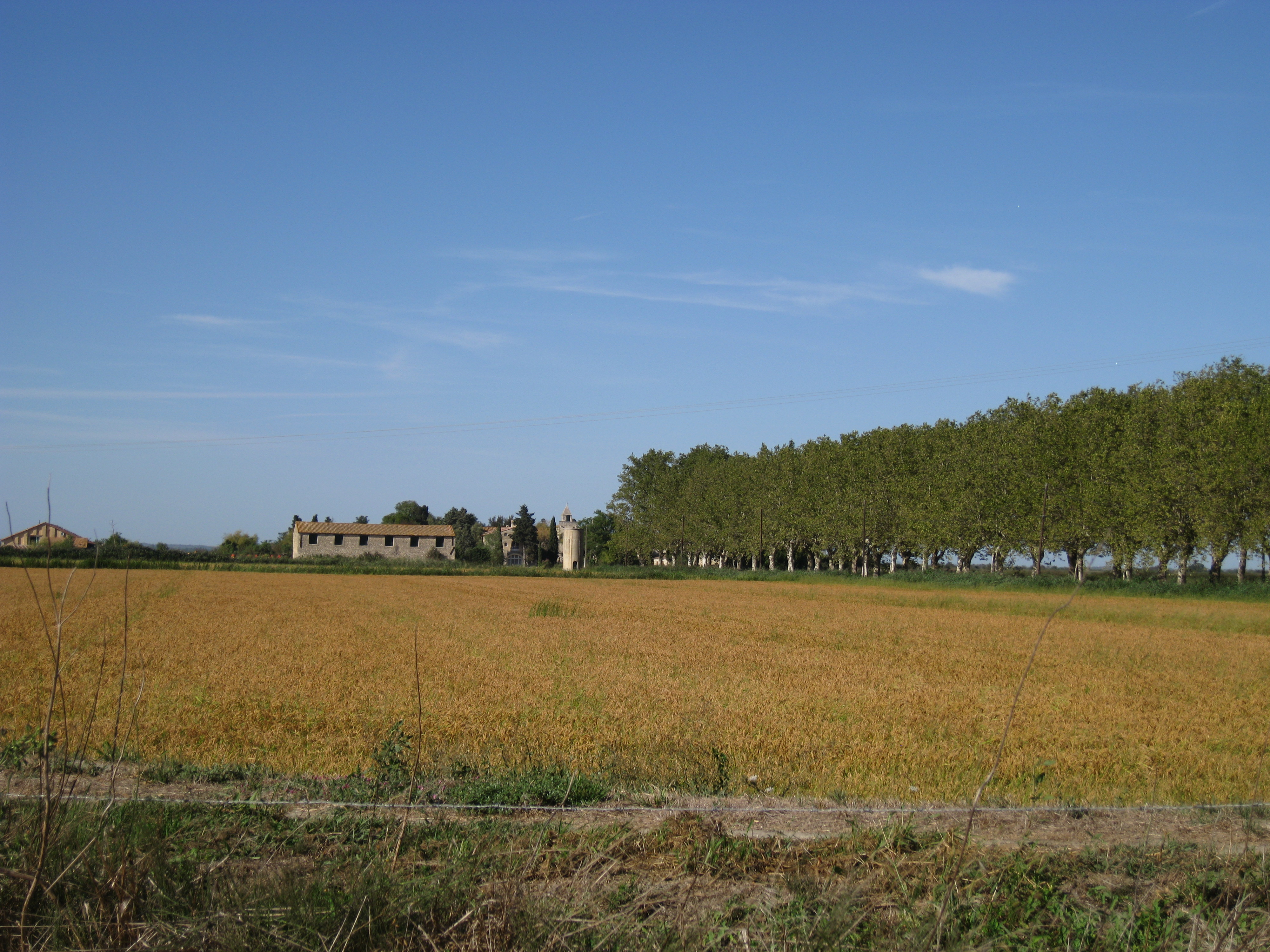
Rizière en août en Camargue avec en premier plan le porteau

Mais il faut attendre l’endiguement du Rhône, qui a permis l’apport d’eau douce à la fin du XIXe siècle, puis le plan Marshall, qui a financé d’importantes infrastructures hydrauliques, pour voir apparaître une riziculture intensive. L’eau est pompée dans le Rhône puis envoyée dans de grands canaux, vers quelques propriétés qui partagent les frais d’entretien. Elle est ensuite distribuée par d’innombrables petits canaux - les « porteaux » - aux rizières. Il est nécessaire d'utiliser de 30 000 à 50 000 m³ d'eau par hectare afin d’éviter les remontées de sel.

### Autres cultures

#### Viticulture

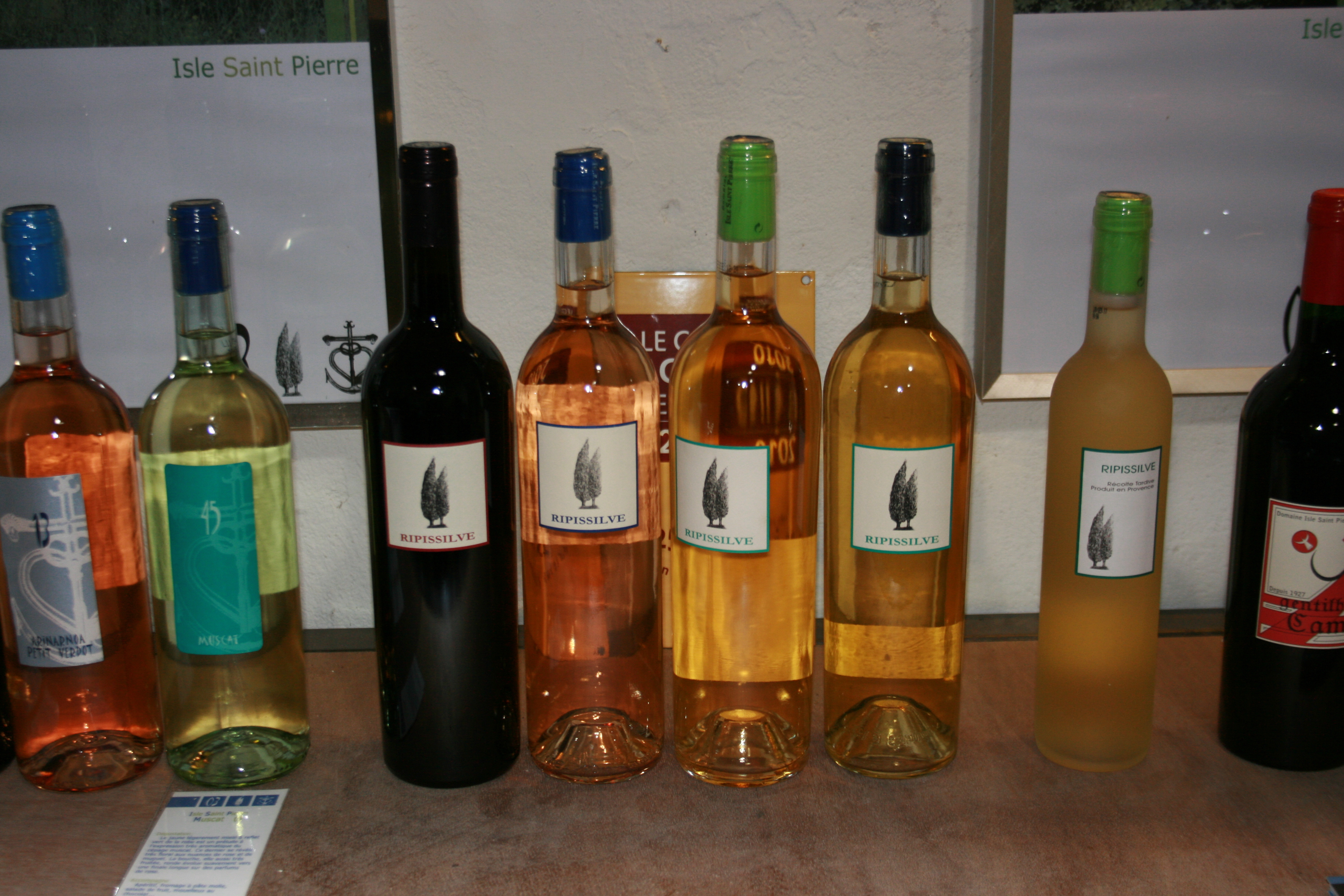
Vins de Camargue

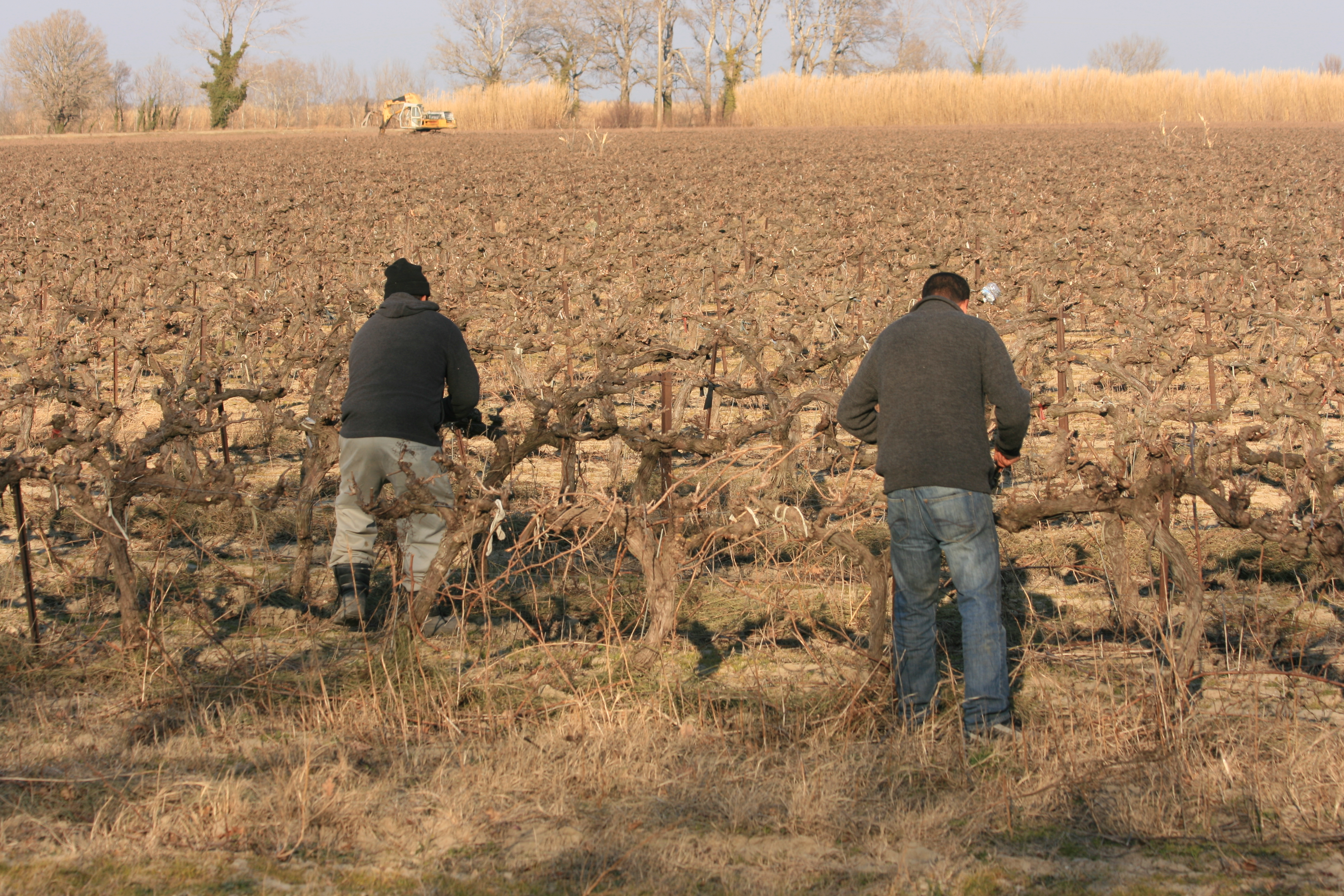
Taille de la vigne à la mi-février

La vigne poussait dans des conditions peu favorables. Au cours du XVIIIe siècle sous l'influence de la montée du prix du vin, elle connut un essor qui permit de satisfaire aux besoins des exploitants..

### Élevage

#### Élevage ovin

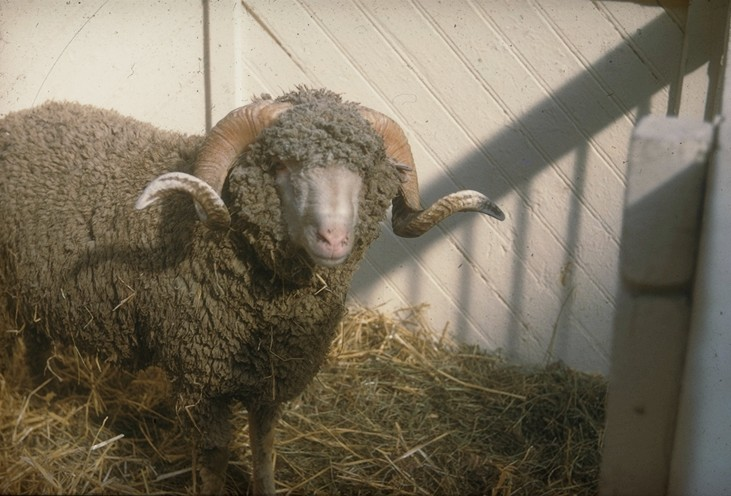
Mérinos d'Arles

Le Mérinos d'Arles est une race ovine élevée pour les agneaux et la laine. Cette race a été améliorée au cours du XIXe siècle, par croisement de brebis provençales avec des béliers mérinos espagnols. C'est un mouton de taille moyenne (les brebis  pèsent de 40 à 60 kg), sélectionné pour la qualité et la finesse de leur laine, et d'une grande rusticité. Il est bien adapté à la transhumance. Son effectif en France est d'environ 250 000 brebis. On la trouve surtout en région Provence-Alpes-Côte d'Azur. Le syndicat des éleveurs de mérinos d'Arles est créé en 1921, et l'une de ses premières initiatives a été d'infuser dans la race du sang de mérinos du Châtillonais pour améliorer son format et sa précocité. À partir de 1928 la sélection de la race a été confiée au domaine du Merle, et il fallut attendre 1946 pour voir naître le flock-book de la race.
Entre 1955 et 1988, a été créé un système de haras, rassemblant des béliers qui sont loués aux éleveurs de la région. L'UPRA de la race est créée le 2 février 1978, et reconnue par le ministère de l'agriculture le 28 avril 1980.

#### Élevage bovin

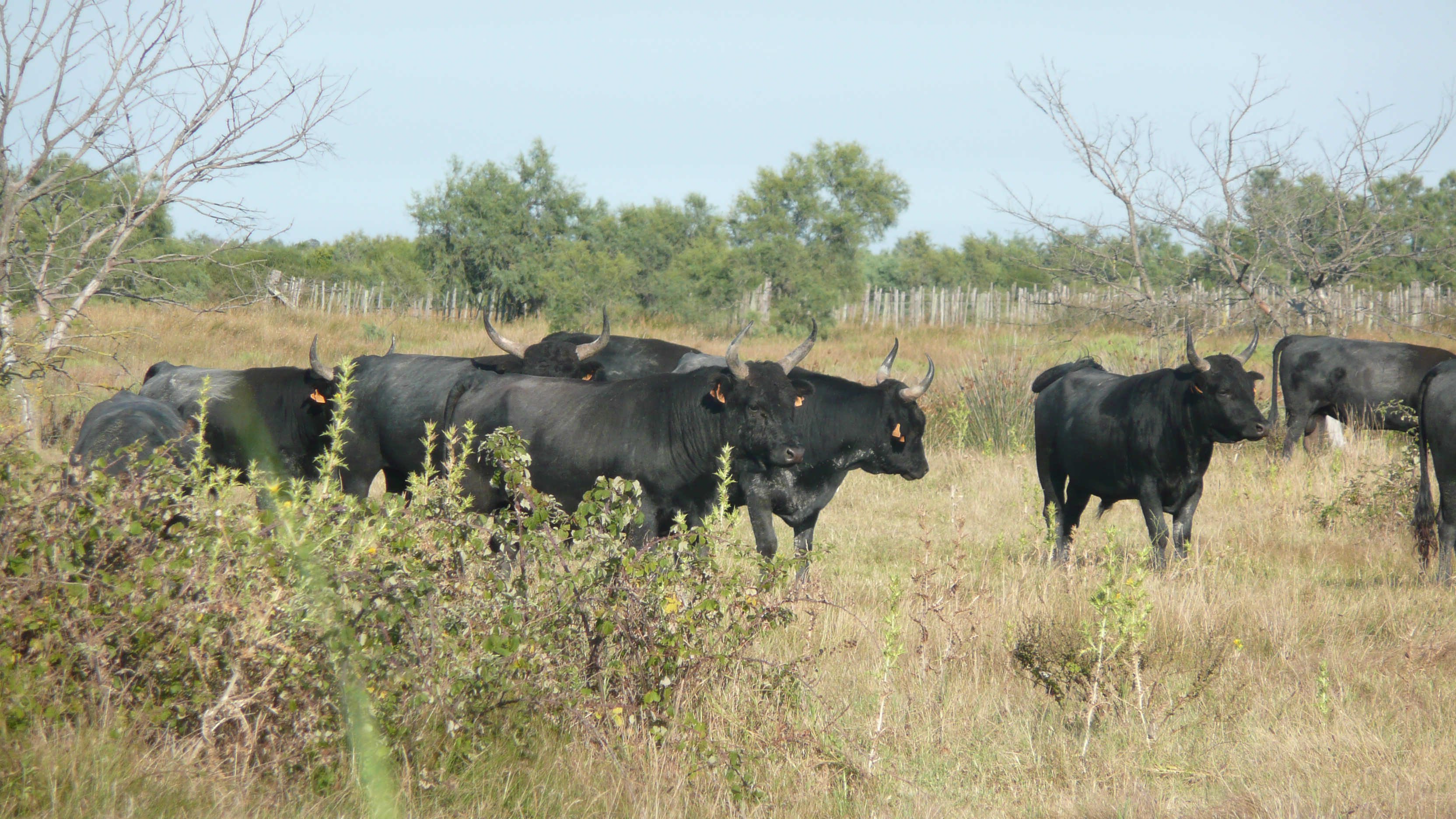
Taureaux de Camargue

Le bovin de Camargue, plus connue sous le nom de Taureau de Camargue ou encore raço de biou est une race bovine française.qui existe depuis fort longtemps dans la région de la Camargue. Elle est mentionnée par des écrits qui datent de l'époque gallo-romaine. Elle a été utilisée lors des croisements pour la reconstitution du pseudo aurochs. Elle est élevée en mode semi-sauvage, sans introduction de sang exogène. On peut donc penser qu'elle est restée telle qu'elle était il y a deux mille ans.
Elle est d'abord destinée à fournir des animaux pour la course camarguaise. Les vaches de réforme, les génisses et les taurillons non retenus pour les courses sont vendus pour la boucherie. Leur viande bénéficie d'une AOC depuis le décret du 8 décembre 1996. Elle se caractérise par un taux faible de graisse et une couleur rouge soutenue. Elle est savoureuse et parfumée. Elle présente des caractéristiques voisines du gibier grâce à l'élevage en plein air.

#### Élevage équin

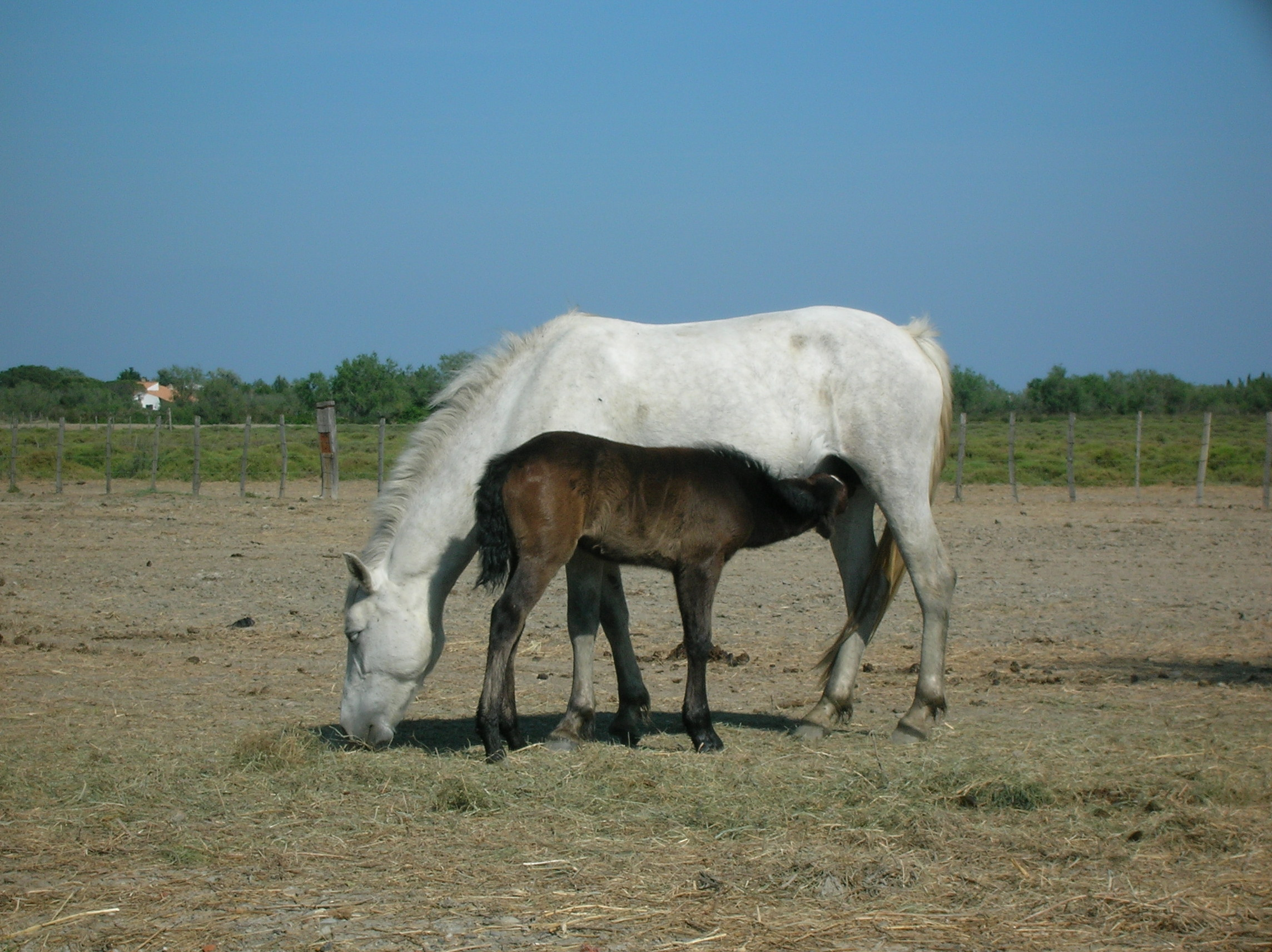
Jument camargaise et son poulain

L'histoire du cheval Camargue est très longue et son origine, en particulier, sujette à bien des débats, « pleine d'obscurité puisque le préjugé contre le cheval primitif y fait toujours rencontrer, au commencement, le cheval oriental ». 
Le Camargue fait incontestablement partie des races les plus anciennes du monde, mais s'il est aujourd'hui reconnu comme antérieur à l'ère chrétienne, la question de son origine demeure pour savoir quelle fut l'influence des chevaux arabes, berbères, asiatiques ou celtes sur la race. Le mélange de plusieurs thèses pourrait être la réponse au mystère de son origine car les animaux à l'état sauvage ont pu se mélanger et se rencontrer au fil du temps, la sélection naturelle se chargeant de créer une race bien définie, adaptée aux régions hostiles du delta du Rhône et de ses environs. La rudesse de la vie dans cette région sur de nombreuses générations a probablement fait que seuls les plus forts et les plus résistants de ces animaux ont survécu, afin de donner naissance à une descendance capable de perpétuer la race.
La race paraît avoir eu, au cours de l'histoire et avant le regain d'intérêt pour le côté sauvage de la région de Camargue, peu de renommée, mais une certaine utilité pratique locale car son élevage est presque toujours resté limité au milieu « hors duquel le cheval Camargue s'éloigne plus ou moins de sa propre nature » et sa production essentiellement tournée vers les besoins des habitants de la région. En 1964, l’Association des éleveurs de chevaux de race Camargue (AECRC) fut créée par quelques éleveurs soucieux de préserver la race et le type de leurs chevaux, ainsi que leur milieu d'élevage spécifique. Leur première action fut de définir les caractéristiques de la race et de délimiter l’aire géographique d’élevage du Camargue, qui devint plus tard le berceau de la race, c'est-à-dire le delta du Rhône et les régions avoisinantes.

### Sagne

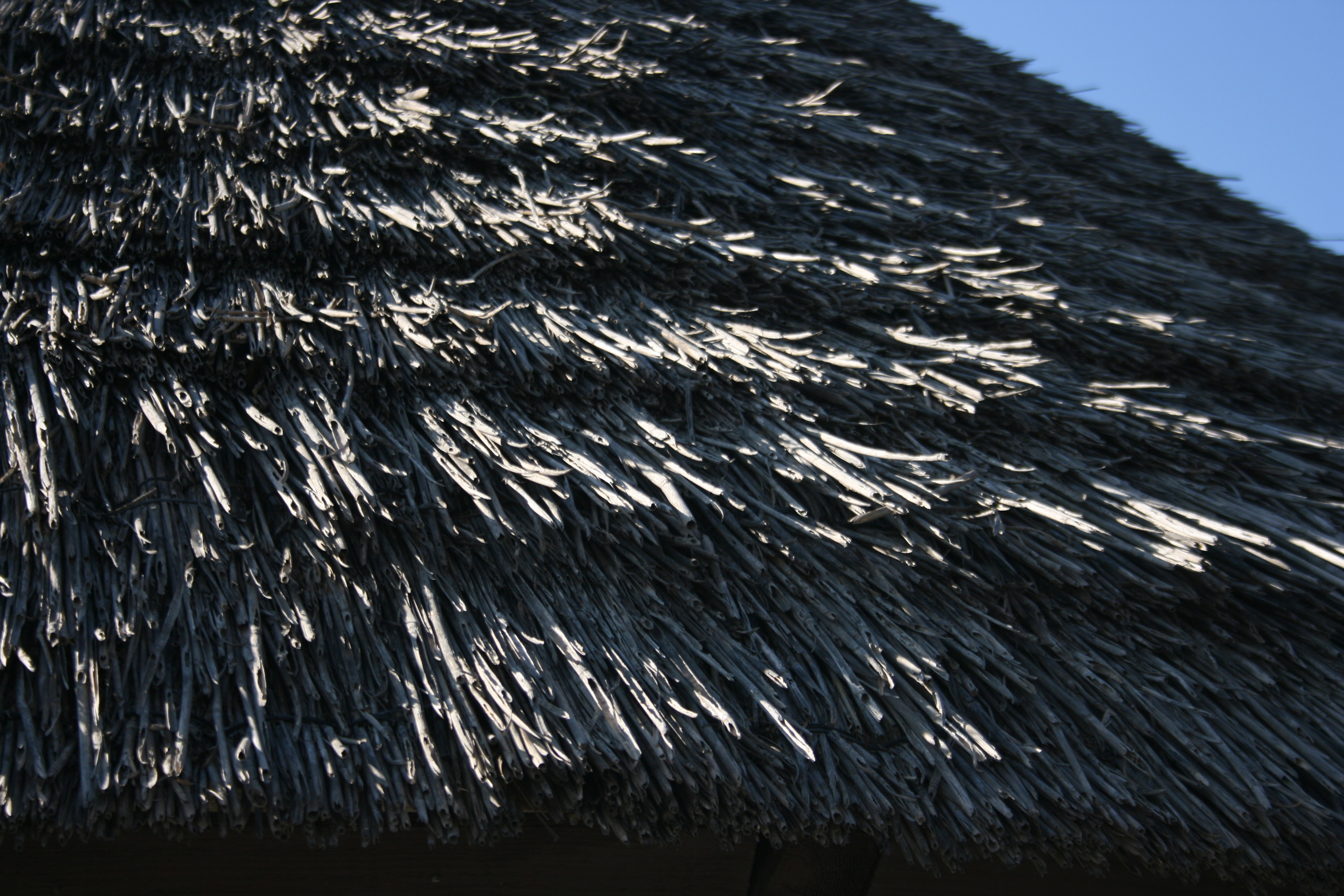
Détail d'un toit de sagne sur une cabane camarguaise

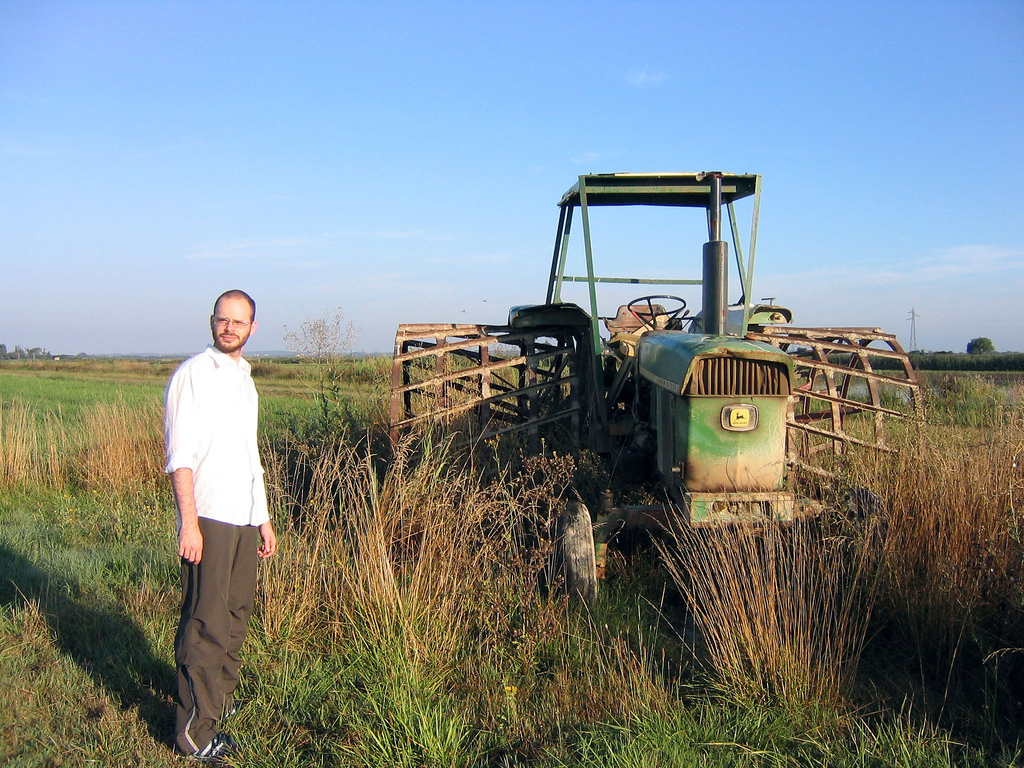
Récolte de la sagne en Camargue